# اسلام‌آباد (خرامه)
اسلام‌آباد، روستایی از توابع بخش مرکزی شهرستان خرامه در استان فارس ایران است.

## جمعیت
این روستا در دهستان کفدهک قرار دارد و براساس سرشماری مرکز آمار ایران در سال ۱۳۸۵، جمعیت آن ۵۱۶ نفر (۱۲۵خانوار) بوده‌است.
این روستا در ۱۲ کیلومتری جنوب شهرستان خرامه و در ۲۴ کیلومتری شهرستان سروستان واقع شده‌است. اکثر اهالی این روستا از عشایر ایل عرب فارسی (شیبانی) هستند که گرد هم آمده و سکنی گزیده‌اند. شغل اکثر مردم این روستا کشاورزی است و تعداد کمی از اهالی علاوه بر کشاورزی به دامداری نیز روی آورده‌اند. سال تأسیس این روستا در ابتدا به سال ۱۳۴۲ و به اصلاحات ارضی محمدرضا شاه بر می‌گردد ولی آبادی روستا و اسکان اهالی بیشتر به سال ۱۳۵۶ و اوایل انقلاب اسلامی ایران بر می‌گردد. از مؤسسین این روستا می‌توان به آقایان ایرج عباسی فارسی و فرامرز عباسی فارسی اشاره نمود. به دلیل خشکسالی چند ساله اخیر (۱۳۸۵ به بعد) تعداد زیادی از اهالی به شهرهای همجوار و شیراز مهاجرت کرده‌اند. این روستا تحصیل کردگان دانشگاهی زیادی در مقاطع مختلف نیز دارد که برای آبادانی روستا و برگشت اهالی کوشش زیادی کرده‌اند.
احداث جاده سراسری بندرعباس در جوار این روستا توانسته‌است به حل برخی مشکلات روستا کمک کند. جاده ای که مسافت بین اصفهان - بندرعباس را حدود دو ساعت کوتاه‌تر کرده‌است. این جاده که در سال ۱۳۹۴ افتتاح گردیده‌است، دیگر از شیراز گذر نمی‌کند و سبب کم شدن ترافیک جاده‌های واصله به شیراز نیز شده‌است.